# Africa Movie Academy Award du meilleur film documentaire
Le Prix du meilleur documentaire de l'Africa Movie Academy est une récompense annuelle décernée par l'Africa Film Academy pour récompenser les meilleurs documentaires courts et longs métrages de l'année, parmi les Africa Movie Academy Awards. Il a été décerné pour la première fois en 2006.

## Lauréats

### 2006
- Meilleur documentaire : Tasuma
- Autres nommés : Ending a Cane, House of Love, Nollywood the Young side of Film, Salma Yoba

### 2007
- Meilleur long métrage documentaire : Conversations on a Sunday Afternoon
- Autres nommés : Covenant Church, Bitter Water Mara

### 2008
- Meilleur long métrage documentaire : Do You Believe in Magic (en)
- Autres nommés : Dun-dun (the talking drum), Bridging the Gap, A Rare Gem, Families under Attack
- Meilleur court métrage documentaire : Not My Daughter
- Autres nommés : Operation Smile, Healthy Children, Wealthy Nation

### 2009
- Meilleur long métrage documentaire : Pour le meilleur et pour l'oignon et Malcolm's Echo
- Autres nommés : Private Files, Shit on the Rock, Grandma’s not Home
- Meilleur court métrage documentaire : Coming of Age
- Autres nommés : Per Second Killer, Santos the Survivor, Lost in the South, Congo my Foot

### 2010
- Meilleur documentaire : Bariga Boys
- Autres nommés : En quête d’identité, Innovating for Africa

### 2011
- Meilleur documentaire (long métrage) : Koundi_et_le_jeudi_national
- Autres nommés : Headlines In History, Co-Exist , State Of Mind, Naija Diamonds
- Meilleur court métrage documentaire : After The Mine
- Autres nommés : Symphony Kinsasha, Naija Diamond (Feature On Dr. Rahmat Mohammed), Stepping Into The Unknown, Yeabu’s Homecoming

### 2012
- Meilleur documentaire : An African Election
- Autres nommés : Beyond The Deadly Pit, Awa Ogbe: An African Adventure, Dear Mandela (en), White & Black; Crime And Colour, The Niger Delta Struggle, There Is Nothing Wrong With My Uncle, How Much Is Too Much

### 2013
- Meilleur documentaire : Fuelling Poverty
- Autres nommés : Gun To Tape, Swimming The Zambezi, Give Me Back My Home, The African Cypher Fly On The Wall

### 2014
- Meilleur documentaire : Hamu Beya - The Sand Fishers et Portrait of a Lone Farmer
- Autres nommés : Kushaya Ingagasi, Daughters of the Niger Delta, Sincerely Ethiopia

### 2015
- Meilleur documentaire : Egypt Modern Pharaohs

### 2016
- Meilleur documentaire : The Fruitless Tree (en)

### 2017
- Meilleur documentaire : Mama Colonel

### 2018
- Meilleur documentaire : Uncertain Future

### 2019
- Meilleur documentaire : Khartoum Offside (en)

### 2020
- Meilleur documentaire : No Gold for Kalsaka (en)

### 2021
- Meilleur documentaire : Softie (en)

### 2022
- Meilleur documentaire : Lagos Tanger, aller simple

### 2023
- Meilleur documentaire : Le Spectre de Boko Haram
- Autres nommés :  L'Afrique, berceau de l'humanité, Nightlife in Lasgidi, Maayo Wonaa Keerol – Le fleuve n'est pas une frontière, Ifine (Beauty)

### 2024
- Meilleur documentaire : The Night Still Smells of Gun Powder
- Autres nommés :  A Quand L’Afrique, Le train du retour,

Gateway To Dreams (A la poursuite de ses rêves), Rainbow Nation, Dela- The Making of EL-Anatsui, Donga, Rising Up At Night